# Skärsjön (Hinneryds socken, Småland)
Skärsjön är en sjö i Markaryds kommun i Småland som ingår i Lagans huvudavrinningsområde. Sjöns area är 0,044 kvadratkilometer och den befinner sig 167 meter över havet.
Omkring 300 meter norr om sjön ligger de sägenomspunna Systersjöarna. Sjöarna ska, om man får tro myten, ha uppkommit när tre systrar mördades av sina bröder och tre källor sprang fram och blev till tre sjöar. Myten säger även att då sjöarna flutit samman till en ska världen gå under. De två östliga sjöarna har sedan länge förenats.